# Nuevo Ayuntamiento (Hannover)

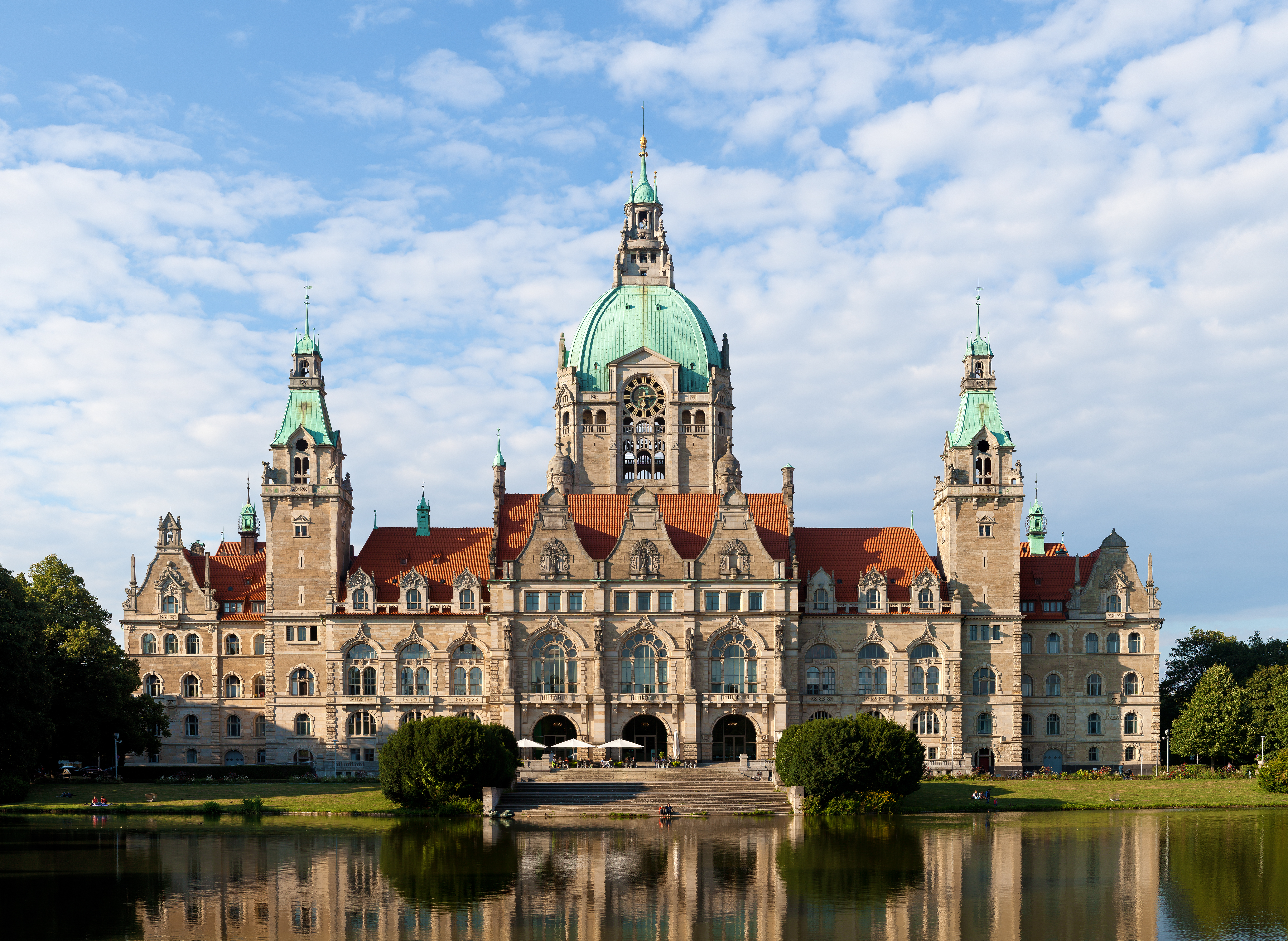
Fachada trasera del ayuntamiento

El Neues Rathaus (Nuevo Ayuntamiento) de Hannover es el ayuntamiento de la ciudad de Hanóver. El edificio, de aspecto parecido a un castillo ecléctico, fue acabado en 1913. El ayuntamiento original era el Altes Rathaus.
El edificio está dentro de las 10 hectáreas del Maschpark, en el extremo sur de la ciudad, fuera del centro histórico de Hannover. La plaza frente al ala noroeste se llama Trammplatz. Frente a la fachada sur se encuentra el lago de Maschteich.

## Historia
Tras 20 años de construcción el ayuntamiento se inauguró en junio de 1913. El coste de la construcción fue de 10 millones de Marcos, y estuvo a cargo de los arquitectos Hermann Eggert y Gustav Halmhuber. Se apoyó sobre 6.026 pilotes. El alcalde de la ciudad, Heinrich Tramm, anunció frente al káiser Guillermo II "Diez millones de Marcos, Majestad. Y todos pagados en efectivo". El nuevo ayuntamiento se encontraba en el Wangenheimpalais desde 1863.
Durante la Segunda Guerra Mundial el edificio fue gravemente dañado por los bombardeos de Hannover. A pesar de ello, en 1946 se proclamó en el hall de 38 metros de altura el Land de la Baja Sajonia
La planta baja alberga cuatro maquetas de la ciudad de Hannover, ilustrando el aspecto de la ciudad en 1689, 1939, 1945 y en la actualidad.

## Cúpula con ascensor
La altura de la cúpula con su plataforma de observación es de 100 metros. Es el único ascensor en Europa que discurre por el interior de una cúpula parabólica. Es llamado incorrectamente funicular y comparado con los ascensores de la Torre Eiffel, pero la diferencia con éstos es que el recorrido del ascensor de la cúpula cambia su dirección a lo largo del recorrido. Desde su apertura en abril de 2008, los medios se refieren a él como "ascensor en arco". Con un ángulo de hasta 17° se desplaza el ascensor a lo largo de 50 metros hasta la plataforma de observación, desde donde se puede observar el macizo de Harz. El desplazamiento total en horizontal del ascensor es de 8 metros.

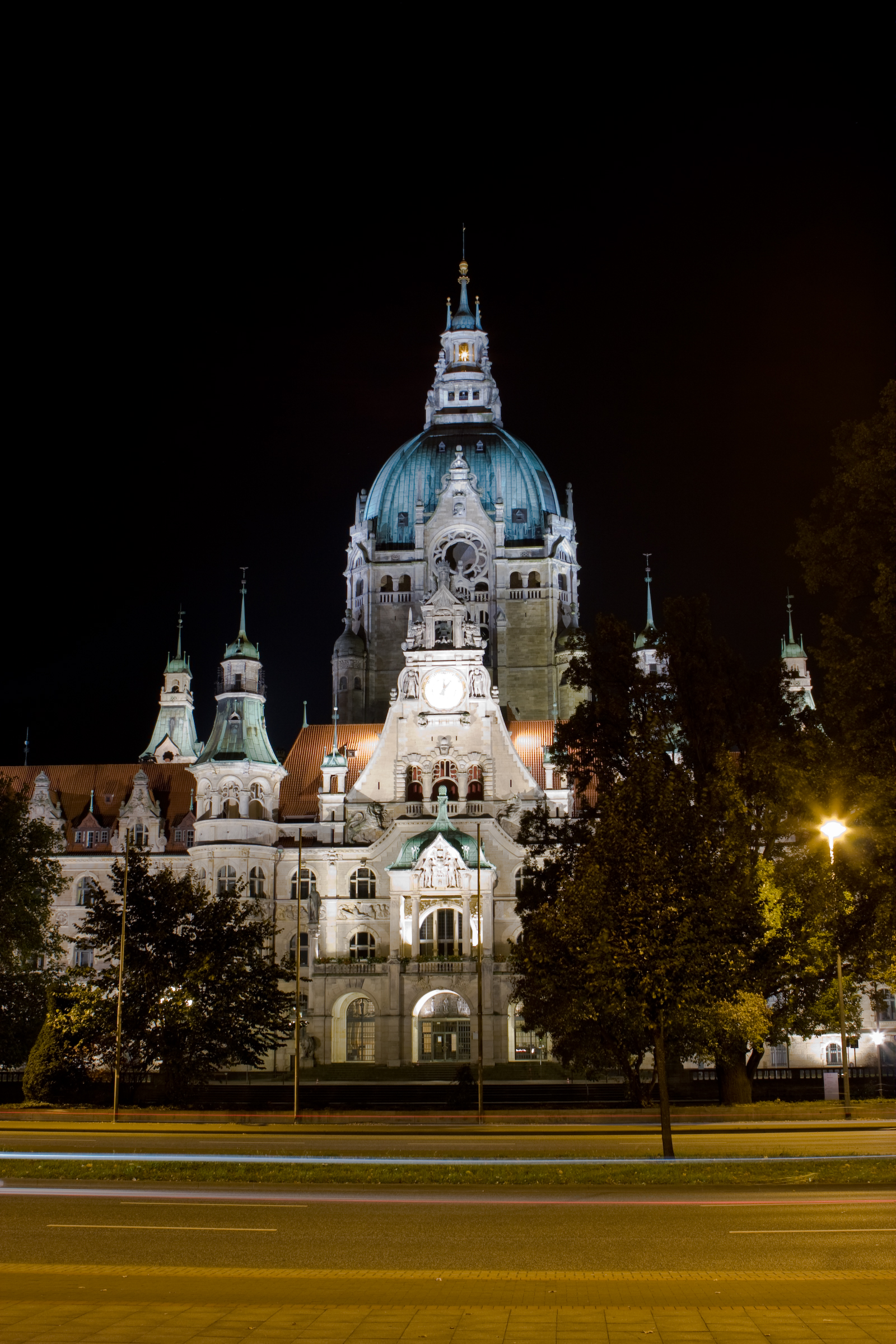
Fachada norte de noche)
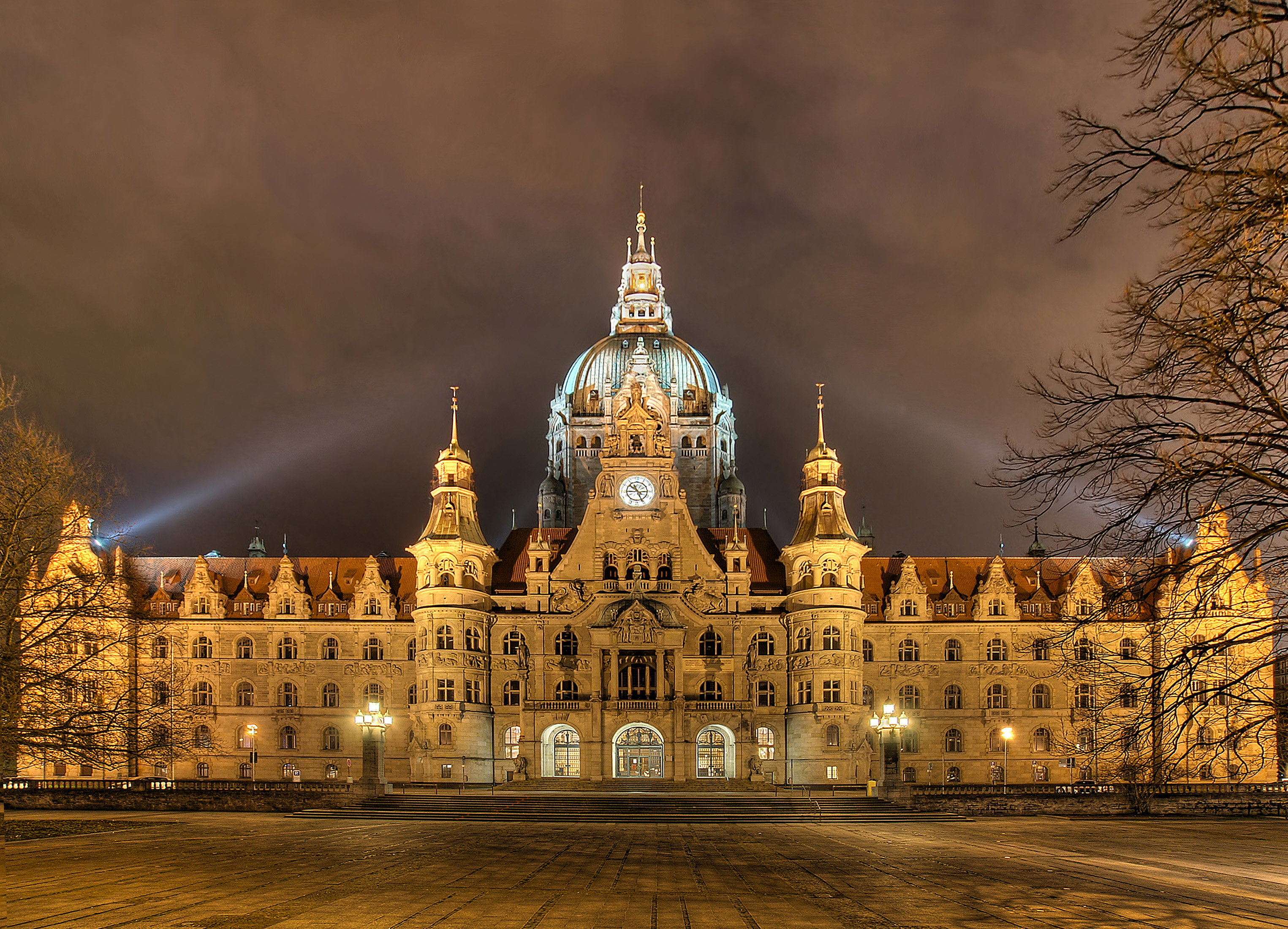
Fachada norte con iluminación nocturna)
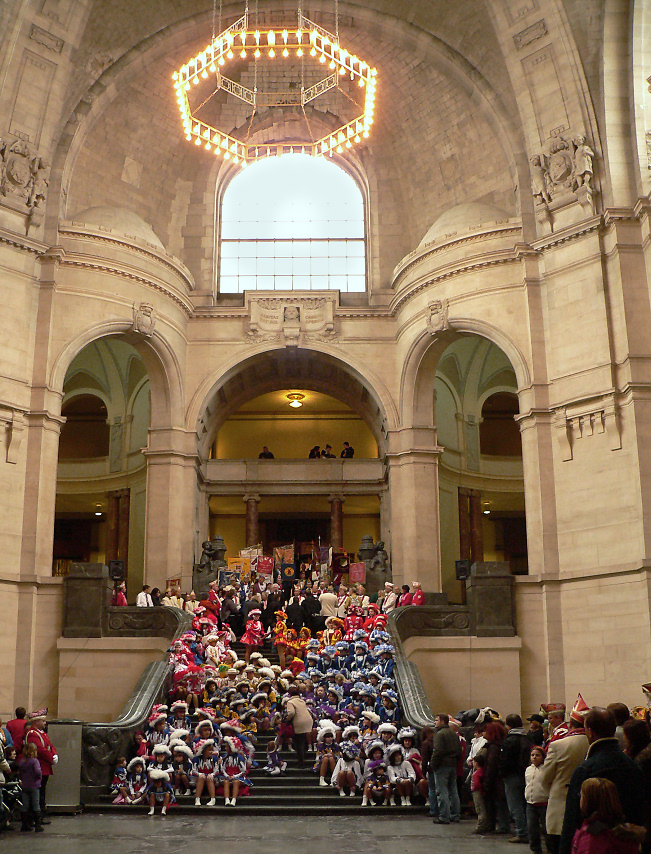
Hall de entrada en la toma de la Municipalidad del 11 de noviembre en Karnevalisten

### Construcción de la torre
Por encima de la bóveda del sótano se encuentra la cúpula central, bajo las cuales de muestran las cuatro maquetas de la ciudad. Bajo la cúpula central se encuentra una bóveda falsa, en cuyo interior se encuentra el ascensor. La cúpula tiene unas dimensiones de 21 metros de base y 30 de altura. En esta cúpula se apoya el reloj del ayuntamiento. Por encima de ella sólo está la escalera de caracol que da acceso a la plataforma de observación.

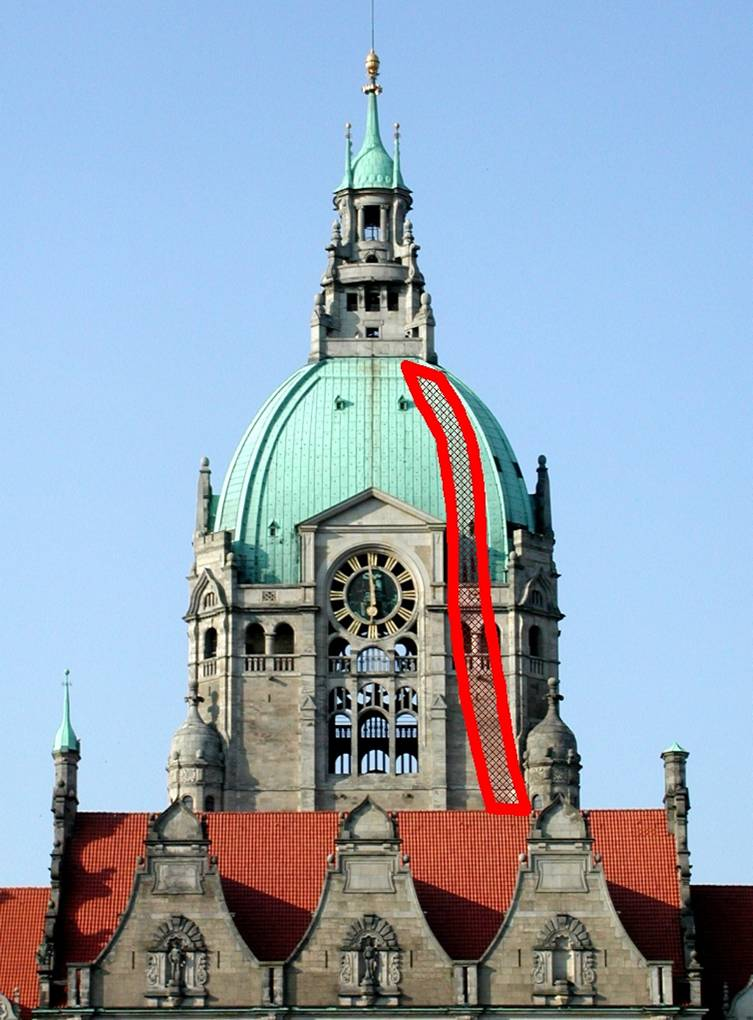
Cúpula
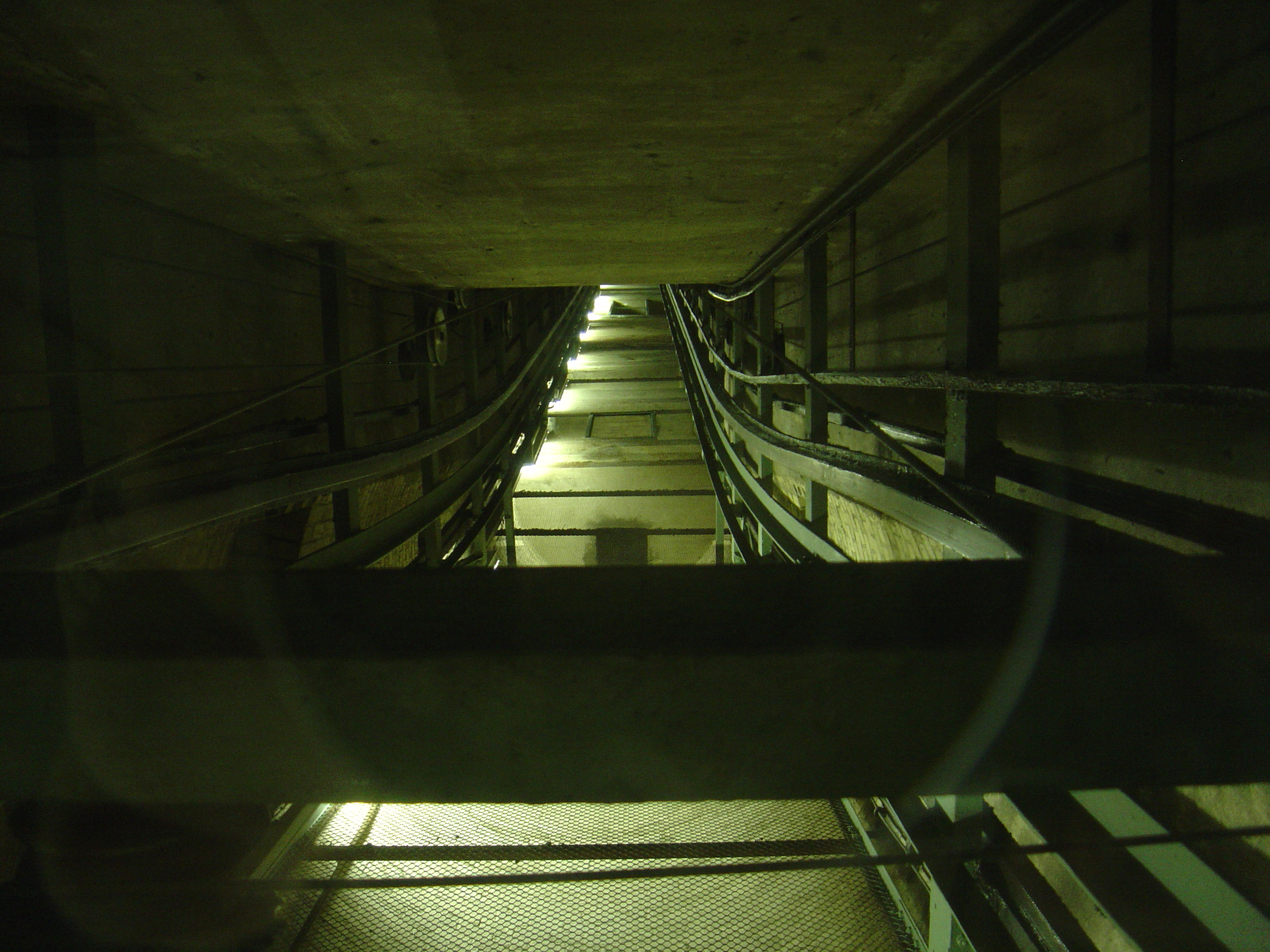
Hueco del ascensor
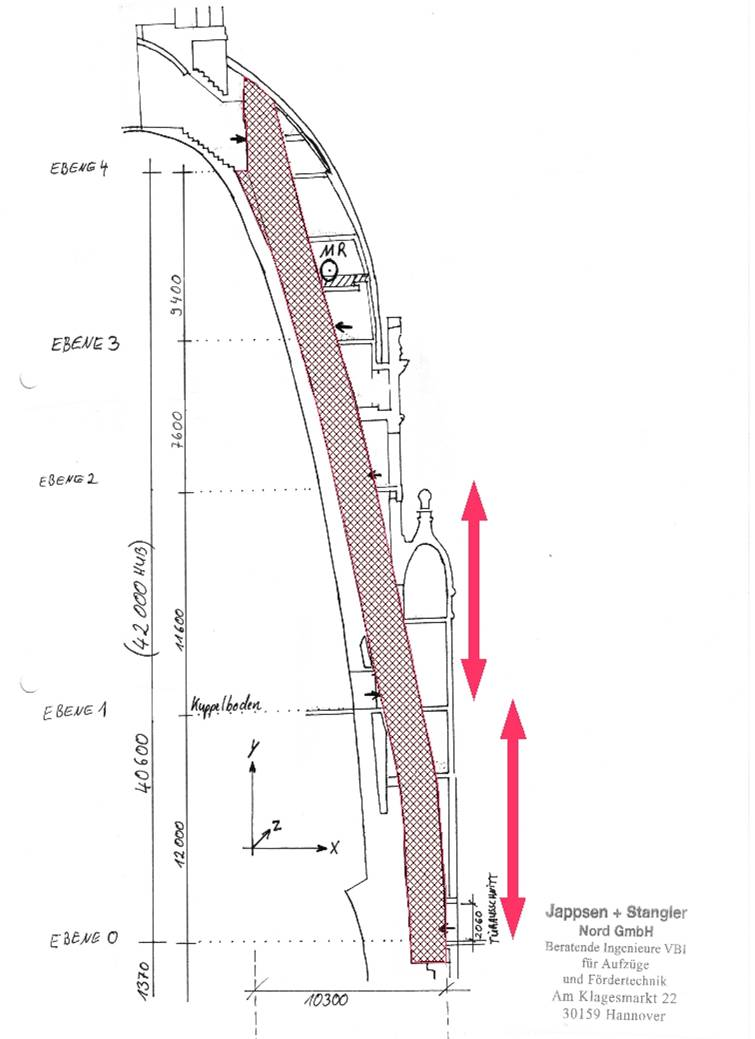
Dibujo

### Antiguo ascensor
El antiguo ascensor fue construido en 1913. Los dos cables de suspensión tenían tres pendientes distintas a lo largo del recorrido. En invierno el ascensor quedaba inutilizado debido a las condiciones climáticas. Al salir del ascensor se encontraba la escalera de caracol que llevaba a la plataforma de observación. En 2005 más de 90.000 personas usaron el ascensor. Su último viaje fue el 4 de noviembre de 2007, con el alcalde Stephen Weil a bordo. Ese fin de semana 1.200 invitados pudieron viajar por última vez en él. Entre 2007 y 2008 se instaló el nuevo ascensor, que fue inaugurado el 27 de abril de 2008.